# Ma mère me disait
Ma mère me disait è un album in studio della cantante franco-italiana Dalida, pubblicato nel 1969.

## Tracce
Lato A
1. Ma mère me disait
2. Deux colombes
3. Les violons de mon pays
4. L'anniversaire
5. La vie en rose
6. Le vent n'a pas de mémoire
7. Naké di naké dou

Lato B
1. Les couleurs de l'amour
2. L'an 2005
3. La ballade à temps perdu
4. Le sable de l'amour
5. Pars
6. Zoum, zoum, zoum